# Modul podmíněného přístupu

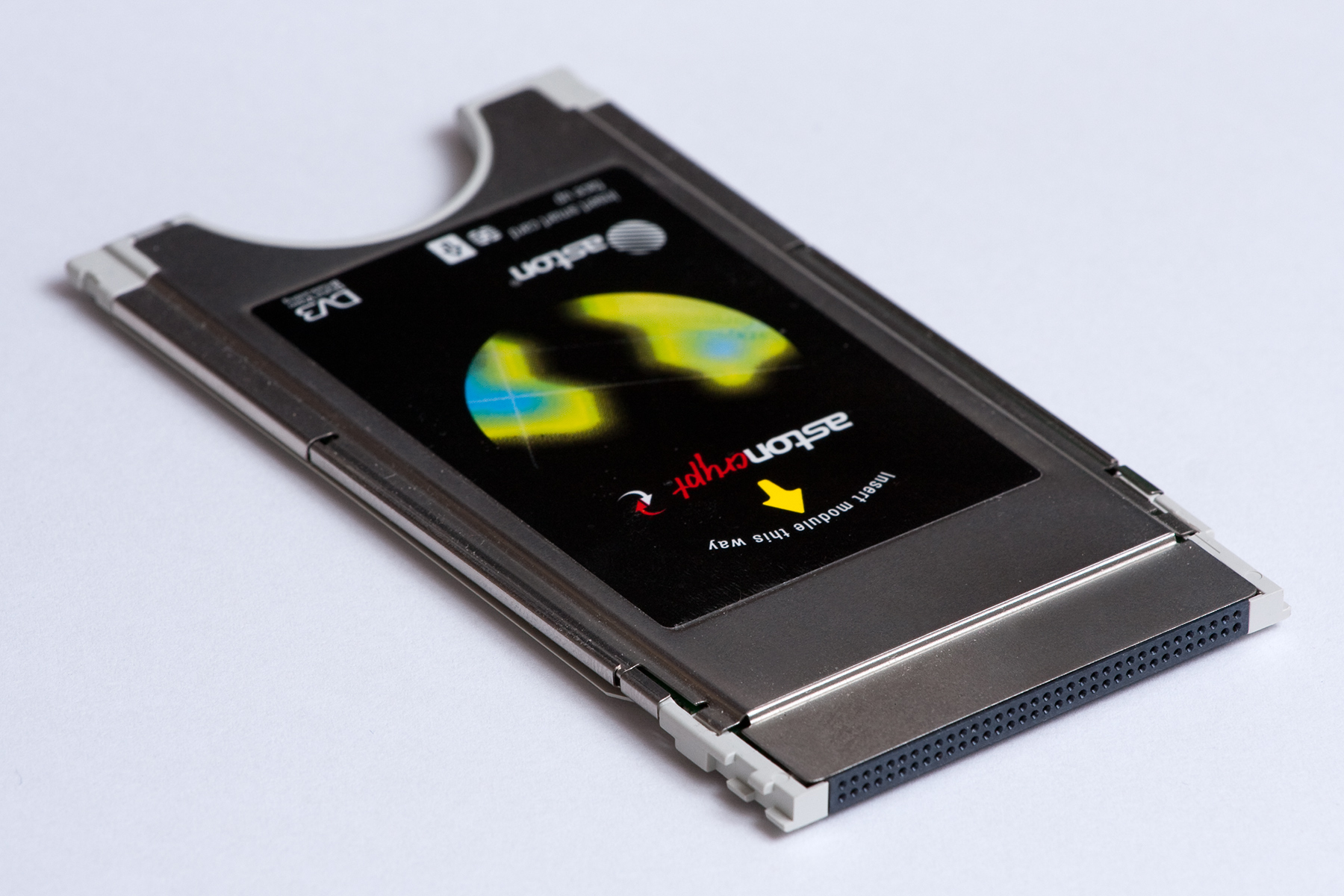
Modul podmíněného přístupu

Různé typy CAM

Modul podmíněného přístupu (anglicky conditional-access module, CAM) je elektronické zařízení obvykle se slotem pro čipovou kartu, kterým jsou vybaveny televizory a set-top boxy určené pro sledování šifrovaného vysílání s podmíněným přístupem. Moduly podmíněného přístupu se obvykle používají pro individuální příjem satelitní televize, ale často i pro sledování digitální pozemní televize. Jako Common Interface se obvykle používá karta formátu PC Card podmíněného přístupu Conditional Access Modules pro digitální televizní vysílání. K hlavním výrobcům CAM patří: Neotion, SmarDTV a SMIT.

## Šifrovací systémy
K šifrovacím systémům, pro které jsou dostupné CAM, patří Logiways, Nagravision, Viaccess, Mediaguard, Irdeto, KeyFly, Verimatrix, Cryptoworks, Mascom, Safeview, Diablo CAM a Conax. Šifrování NDS VideoGuard, které je upřednostňovanou volbou Sky Digital, lze externě emulovat modulem podmíněného přístupu Dragon. Modul podmíněného přístupu NDS, který používají přístupové karta Sky, je vestavěný do Sky Digibox, takže není viditelný. Některé CAM jsou schopné zpracovávat více než jeden šifrovací systém. Moduly podmíněného příjmu Matrix lze upgradovat pomocí PC Card portu v notebooku, zatímco pro Dragon cam je nutný zvláštní hardwarový programátor. Přestože nejsou oficiálně podporované nebo potvrzené, moduly multicrypt a programovatelné moduly tvoří šedý trh v oboru placené televize.[zdroj?]

## Funkce
Primárním účelem CAM je odvozovat řídicí slova, což jsou krátkodobé dešifrovací klíče pro video. Efektivnost CAM závisí na odolnosti hardwaru proti neoprávněné manipulaci; pokud je tato odolnost nízká, lze funkčnost CAM emulovat, takže vysílání mohou sledovat i osoby, které nemají zaplacen přístup. Moduly CAM jsou obvykle vyměnitelné, takže pokud dojde k prolomení hardwarové bezpečnosti, mohou být vyměněny. Tato výměna modulů CAM v systému se anglicky nazývá card swap-out.
CAM moduly jsou dvou typů: „standardní“, určené pro individuální příjem, a „profesionální“, určené pro větší počet televizorů zapojený do racku CAMů, např. v nemocnici nebo hotelu.
Standardním formátem pro CAM je PC Card, které používá čipovou kartu pro autentizaci, i když existují i CAM s „čipovou kartou“ vypálenou do paměti, známé jako Cardless CAM. S certifikací CI+ 2.0 se objevily karty formátu „USB flash disk“. Pro mnoho systémů navíc existují CAM emulátory, které buď poskytují rozhraní umožňující používat více než jeden typ karty, nebo i karty, které nebyly navrženy pro příslušný přijímač.